# Karaczi Country Club
W Karaczi (obecnie Pakistan), w latach 1942–1945 zostały zorganizowane dwa obozy dla Polaków, wygnańców ze wschodnich ziem RP zagarniętych przez ZSRR w 1939 r. Obozy zostały zorganizowane przez delegata Ministerstwa Pracy i Opieki Społecznej Rządu Emigracyjnego RP w Londynie i władze brytyjskie dla polskich uchodźcow, którzy udało wydostać się z ZSRR wraz Armią Andersa.
Ewakuacja nastąpiła w dwóch falach – pierwszej, w marcu/kwietniu 1942, oraz drugiej, w sierpniu 1942 z ośrodków zgrupowań m.in. we Wriewskim i Narpaju (Uzbekistan) linią kolejową przez Aszchabad (Turkmeńska SRR) i pustynię Kara-kum do portu w Krasnowodsku, następnie przez Morze Kaspijskie statkiem „Mołotow” do portu Pahlavi w Iranie.
Tam po odwszeniu i przepisowej kwarantannie przenoszono nadających się do dalszej podróży od obozu na plaży w Pahlavi. Dalsze losy rodzin wiodły przez tak zwane punkty etapowe, czyli obozy przejściowe na trasie do stałego osiedlenia na czas wojny. Licząc od OC Nr 3 pod Teheranem były to: Ahwaz (obóz), Basra (port załadunku), Bombaj (port rozproszenia konwoju z Basry i uzupełnienia węgla i słodkiej wody w postoju na redzie) i Karaczi.

## Country Club
Jednym z tych obozów był obóz tranzytowy Country Club w Karaczi, przez który od czasu jego powstania, czyli połowy 1942 r. przewinęło się wiele grup naszych obywateli. Na przykład – 1600 obywateli polskich pochodzenia żydowskiego, którzy po deportacji z Syberii uzyskali pozwolenie na wyjazd do Palestyny, jednakże gdy Irak odmówił im przejazdu droga lądową, zmuszeni byli przez wiele tygodni oczekiwać w tym obozie na transport drogą morską.
Obóz składał się z szeregu namiotów typu angielskiego (tzw. domki) z podwójnymi dachami przystosowanymi do klimatu Karaczi. Kilka połączonych namiotów mieściło około 50 osób. W obozie były szkoły, świetlice, szpital, kościół, poczta, teatr, boiska sportowe i różnego rodzaju warsztaty.
W okresie od 24 sierpnia 1942 do 3 grudnia 1944 ogółem przeszło przez obóz Country Club ponad 21 tys. osób. Większość uchodźców przeszło przez niego w drodze do stałych osiedli w Afryce m.in. w Tengeru, poza tym do Indii (Balachadi i Valivade), Meksyku, Nowej Zelandii, Palestyny i innych.
| Przybyło do obozu w Karaczi | Liczba osób | Wyjechało z obozu w Karaczi | Liczba |
| --------------------------- | ----------- | --------------------------- | ------ |
| z Iranu                     | 20 265      | do Afryki                   | 12 642 |
| z innych terenów            | 719         | do Meksyku                  | 1403   |
| urodziło się w Karaczi      | 38          | do Palestyny                | 1234   |
| zmarło w Karaczi            | 58          | do Indii                    | 4356   |

## Obóz Malir
Przejściowy Country Club już na początku 1943 nie mógł pomieścić licznie napływających uchodźców polskich. Organizowanie dalszych transportów do Afryki Wschodniej utrudniały działania wojenne na wodach Morza Arabskiego i Oceanu Indyjskiego.
W marcu 1943 kilka tysięcy osób wraz z sierocińcem zostało przewiezionych z obozu Country Club do obozu Malir odległego o zaledwie 7 km. Obóz w Malirze, choć obliczany na krótki okres, zorganizowany był tak, że dawał mieszkańcom poczucie stabilności. Poza zakwaterowaniem zapewniono lokalizację dla punktów żywienia, szkoły, ośrodka kulturalno-oświatowego i rekreacyjnego, opieki lekarskiej. W obozie urządzono również warsztaty: szewskie, stolarskie i inne, które zajmowały się konserwacją odzieży i sprzętu.

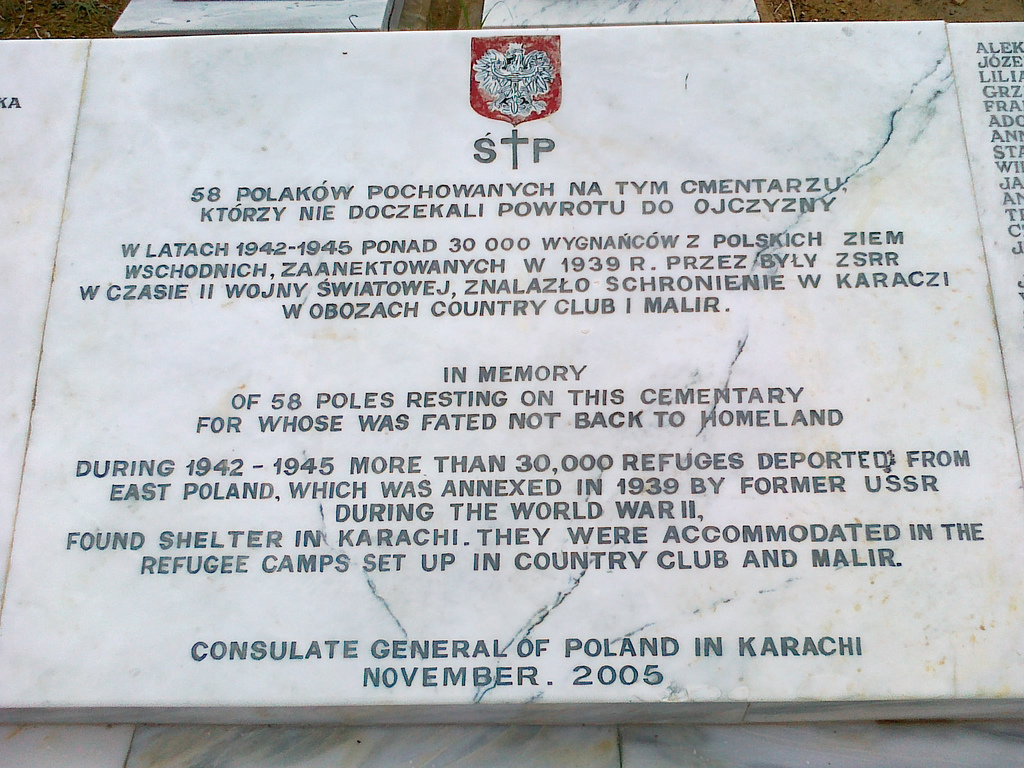
Płyta pamięci zmarłych uchodźców na cmentarzu Gora Qabristan

W sierpniu 1943 upływał termin zwrotu władzom wojskowym udostępnionych czasowo polskim uchodźcom pomieszczeń w obozie Malir. Z uwagi na to w połowie lipca 1943 prawie wszystkich uchodźców przeniesiono do stałego osiedla w Valivade, „polskiego” miasteczka w Indiach, gdzie trafiły także dzieci z Polish Children Camp w Balachadi koło Dżamnagaru, zbudowanego przez maharadżę jama saheba Digvijayasinhaji. Uchodźcy, którzy nie doczekali powrotu do ojczyzny (58 osób), zostali pochowani na cmentarzu chrześcijańskim w Karaczi Gora Qabristan.

## Obiekty obozów dzisiaj
Budynek administracji dawnego Country Club zachował się do dziś w dobrym stanie. Obecnie jest tu aeroklub Karachi Flying Club szkolący młodzież przygotowującą się do latania, a niedaleko Jinnah International Airport, największy międzynarodowy i krajowy port lotniczy Pakistanu. Budynki dawnego obozu Malir są włączone do obiektów wojskowych garnizonu Karaczi.